# Galardón Camino Real
El Galardón Camino Real es un reconocimiento público del Instituto Universitario de Investigación en Estudios Norteamericanos de la Universidad de Alcalá (también denominado "Instituto Franklin - UAH") a aquellos profesionales españoles que enriquecen la imagen de España en Estados Unidos. Este Galardón se instauró en 2012.

## Camino Real
Los Caminos Reales eran las grandes vías de comunicación terrestre del imperio español, distinguidas por su longitud e importancia socioeconómica.
Entre ellas destacan las del Virreinato de Nueva España. Rutas recorridas por los españoles entre los siglos XVI y XIX, para viajar entre el actual México, y los territorios del norte que forman parte hoy en día de los Estados Unidos, es el denominado "Septentrión Hispano". Estas vías históricas destacaron no sólo por su interés comercial, sino también sociocultural, al difundir el idioma, las costumbres, el conocimiento científico, la religión, etc. Fueron:
- Camino Real de Tierra Adentro (o Ruta de la Plata o Camino de Santa Fe): comunicaba la Ciudad de México y la de Santa Fe (Nuevo México) a lo largo de 2.600 km, desde mediados del siglo XVI. En su trayecto se fundaron diferentes poblaciones (Albuquerque, Chihuahua, Ciudad Juárez, Durango, Guanajuato o El Paso) a partir de destacamentos militares, hospederías, mesones y haciendas, donde se proveían los viajeros movidos por el descubrimiento de minerales (sobre todo, plata) y después por el comercio.[2] Ha sido inscrito en la Lista de Patrimonio Mundial de la UNESCO, como itinerario cultural, el 1 de agosto de 2010.[3]

- Camino Real de los Tejas: se inició en el siglo XVII. Transcurría a través de la Tejas española hasta llegar a Luisiana, entre el actual México D.F. y Natchitoches, entroncando con el Camino de Santa Fe en Zacatecas. Estaba ramificado en cuatro rutas distintas, con una longitud de casi 4.000 km. También sirvió para fundar ciudades como San Antonio, Laredo o Monterrey. En Estados Unidos está catalogado como Sendero Histórico Nacional (National Historic Trail).[4]

- Camino Real de California (originariamente la "Ruta de Anza"): unía las misiones establecidas por los frailes franciscanos en la Baja y la Alta California, unos 1.000 km de longitud a lo largo de la costa entre Loreto y Sonoma. La ruta de California llegó a conectar 21 misiones católicas, y pasó a denominarse "El Camino Real".[5] Fue el origen de ciudades como Los Ángeles, San Diego, San Francisco o San José.[6]

## Características
Con este galardón, el Instituto Franklin - UAH distingue el trabajo de aquellos españoles que proyectan y potencian la imagen de España en la nación estadounidense. El agradecimiento a estas personas pretende ser, al mismo tiempo, un reconocimiento de la importancia que históricamente tuvo y tiene España en Norteamérica, desde la llegada de Juan Ponce de León a la Florida en 1513.
Un comité de selección, formado por el Consejo Asesor del Instituto Franklin-UAH, propone un candidato al Galardón en función de sus méritos y actividad profesional, que posteriormente debe ratificar el Consejo Académico del Instituto Franklin-UAH. El rey Felipe VI ha sido el encargado de entregar este galardón desde su origen, en acto solemne celebrado en el Paraninfo de la Universidad de Alcalá.
Al galardonado se le entrega un estatuilla con forma de campana, obra del escultor Carlos Ciriza. Es un símbolo en homenaje a las 450 campanas colocadas a lo largo del recorrido del Camino Real de California a partir de 1906.

## Véase también

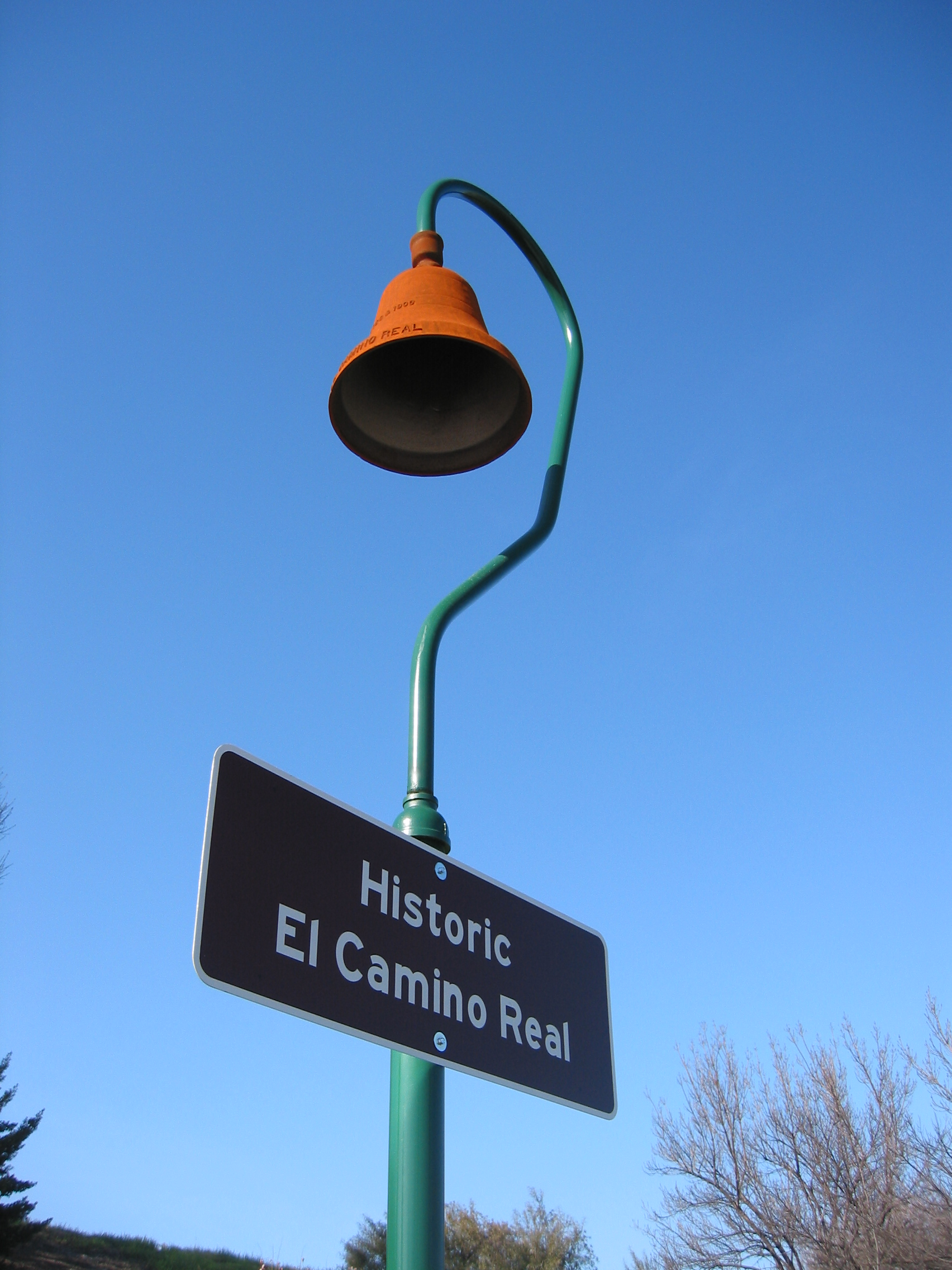
Marcador histórico situado a lo largo del Camino Real de California.

## Palmarés

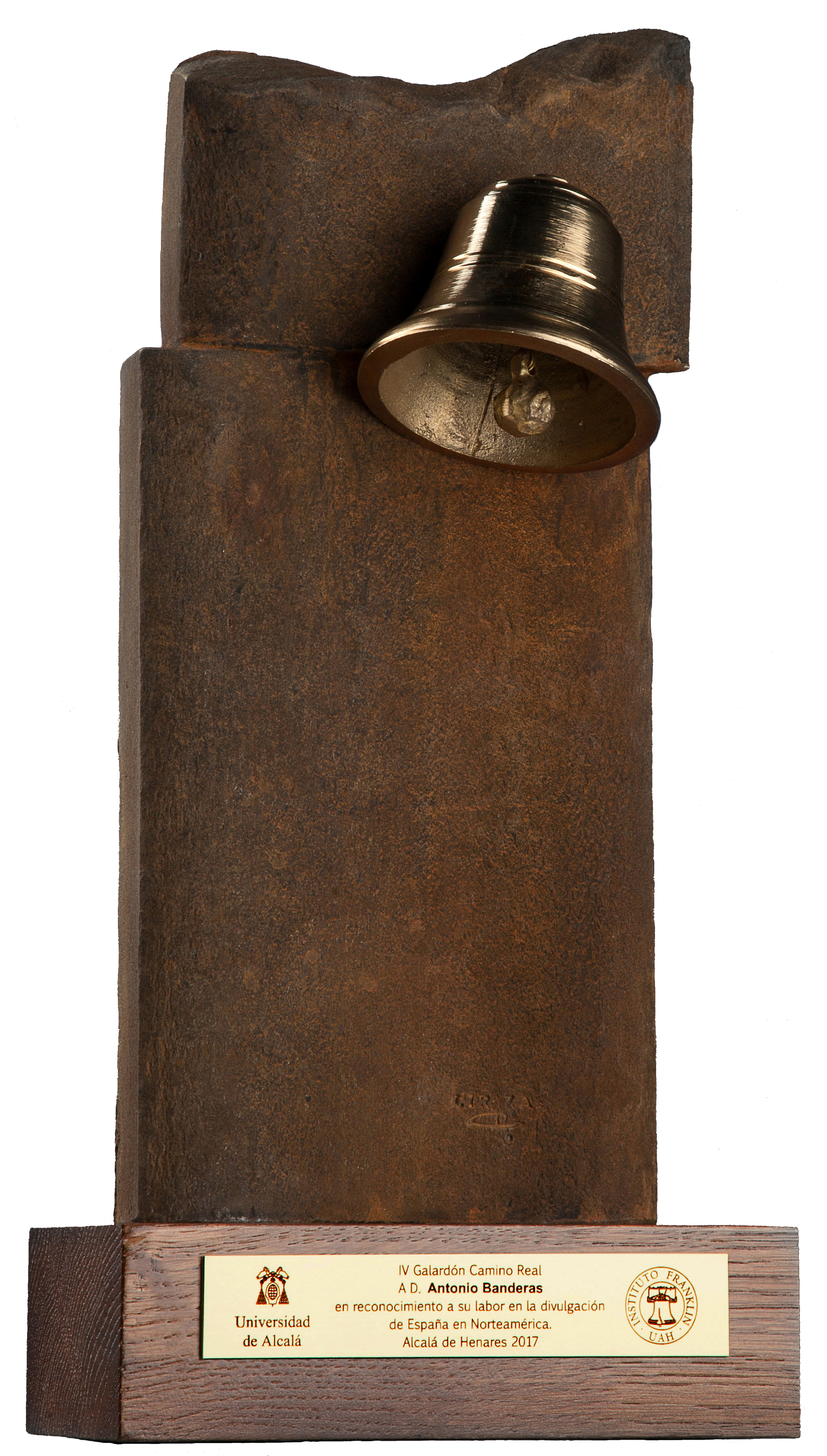
Estatuilla del Galardón Camino Real del Instituto Franklin-UAH.

| Año  | Edición | Galardonados        | Actividad profesional                                  | Imagen |
| ---- | ------- | ------------------- | ------------------------------------------------------ | ------ |
| 2023 | VI      | Ana Fernández-Sesma | Investigadora en virología                             |        |
| 2022 | V       | Rafael Nadal        | Tenista                                                |        |
| 2017 | IV      | Antonio Banderas    | Actor y cineasta                                       |        |
| 2015 | III     | Pau Gasol           | Jugador de baloncesto                                  |        |
| 2013 | II      | Valentín Fuster     | Cardiólogo                                             |        |
| 2012 | I       | Plácido Domingo     | Cantante, director de orquesta, productor y compositor |        |